# A Última Casa à Esquerda (2009)
The Last House on the Left (bra: A Última Casa à Esquerda ou A Última Casa; prt: A Última Casa à Esquerda) é um filme estadunidense de 2009, dos gêneros drama, terror, suspense e policial, dirigido por Dennis Iliadis e escrito por Carl Ellsworth e Adam Alleca.
Trata-se de um remake do filme de 1972 o filme de Wes Craven The Last House on the Left, o filme é estrelado por Tony Goldwyn, Monica Potter, Garret Dillahunt e Sara Paxton. O filme acompanha um casal e sua busca por vingança contra um grupo de forasteiros que buscaram abrigo em sua casa e estupraram sua filha.

## Sinopse
Depois de sequestrar e estuprar duas garotas no meio da mata, presidiários fugitivos resolvem pedir ajuda para se abrigar na casa, da família de uma das meninas. Após os pais da adolescente descobrirem o que os presidiários fizeram com a filha, resolvem fazer justiça com as próprias mãos nem que isso custe suas vidas.

## Elenco
- Tony Goldwyn como John Collingwood
- Monica Potter como Emma Collingwood
- Sara Paxton como Mari Collingwood
- Martha MacIsaac como Paige
- Spencer Treat Clark como Justin
- Garret Dillahunt como Krug
- Aaron Paul como Francis
- Riki Lindhome como Sadie
- Michael Bowen como Morton
- Joshua Cox como Giles
- Usha Khan como Maid